# Chậu xỉ
Chậu xỉ là là một hộp đựng phân và nước tiểu của vật nuôi trong nhà như mèo, cũng như thỏ nhà, chồn sương, heo đẹt, chó nhỏ (như Beagle và Chihuahuas), và thú cưng đi ngoài theo bản năng hoặc thông qua huấn luyện để bài tiết vào hộp như vầy. Chậu xỉ giúp việc dọn dẹp trở nên dễ dàng hơn. 

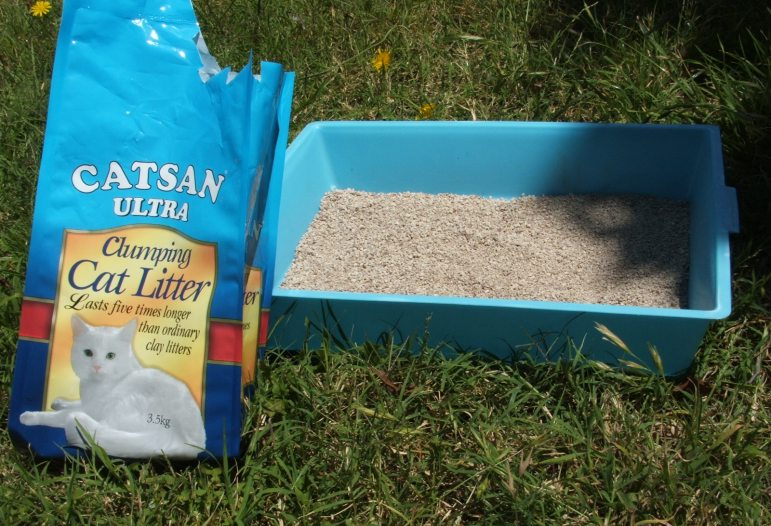
Một chậu xỉ và túi xỉ.

Nhiều chủ vật nuôi không muốn thú cưng của họ lang thang bên ngoài vì sợ rằng chúng có thể chống chọi với những nguy hiểm ngoài trời, chẳng hạn như thời tiết, động vật hoang dã, hoặc giao thông (mèo nhà, trung bình, sống lâu hơn mèo ngoài trời 10 năm).
Chậu xỉ thường làm bằng nhựa hoặc nhôm. Bên trong chậu là cát vệ sinh. 
Cát vệ sinh thường làm từ các vật liệu xốp và hút ẩm. Các vật liệu phổ biến gồm:
- Không vón cục: đất sét, cát, zeolite, diatomite, sepiolite.
- Vón cục: bentonit calci, đất sét bentonite, bột silica.
- Tự tiêu: bột giấy, mạt cưa, bột lõi ngô.
Chậu xỉ tiếng Anh là sandbox, litter tray, cat pan, litter pan, hay catbox